# هیدههیرو سوگای
هیدههیرو سوگای (ژاپنی: 須貝 英大؛ زادهٔ ۲۷ اکتبر ۱۹۹۸) یک بازیکن فوتبال اهل ژاپن است.
از باشگاه‌هایی که در آن بازی کرده‌است می‌توان به باشگاه فوتبال ونتفورت کوفو اشاره کرد.